# Kanyinya (Sektor)
Kanyinya (Kinyarwanda Umurenge wa Kanyinya) ist einer von 10 Sektoren des Distrikts Nyarugenge in Kigali, Ruanda.

## Geographie
Der Sektor hat eine Fläche von 24,2 km² und liegt auf einer Höhe von etwa 1730 m. Nachbarsektoren sind im Nordosten Jali, im Osten Gatsata, im Süden Kigali, im Südwesten Runda und im Nordwesten Shyorongi. Der Sektor unterteilt sich in die drei Zellen Nyamweru, Nzove und Taba.

## Bevölkerung
Nach Stand der Volkszählung von 2022 liegt die Einwohnerzahl bei 31.026. Zehn Jahre zuvor waren es 21.859, was einem jährlichen Bevölkerungszuwachs von 3,6 Prozent zwischen 2012 und 2022 entspricht.

## Verkehr
Durch den Sektor verläuft die Nationalstraße 2.